# Ди-Графф (город, Миннесота)
Ди-Графф (англ. De Graff) — город в округе Суифт, штат Миннесота, США. На площади 2,1 км² (2,1 км² — суша, водоёмов нет), согласно переписи 2000 года, проживают 133 человека. Плотность населения составляет 63,6 чел./км².
- Телефонный код города — 320
- Почтовый индекс — 56271
- FIPS-код города — 27-15418[1]
- GNIS-идентификатор — 0642669[2]